# Пежо
„Пежо“ (на френски: Peugeot) е голяма френска марка автомобили, част от ПСА Пежо-Ситроен. Корените на Пежо започват от производството на велосипеди в края на XIX век. Главната квартира на марката е в Париж на авеню „De la Grande Armée“.

## История на компанията
През 1885 Арманд Пежо прави фабрика за велосипеди. Той пуска първите парни триколки през 1889 на Световното изложение в Париж. Това прави Пежо един от пионерите при автомобилите. Същата година Пежо изоставя парата за сметка на петрола
През 1896 се създава нова компания – Société des Automobiles Peugeot (Корпорация на Автомобилите Пежо), чиято основна цел е било производството на автомобили. В същото време, старата компания Sons of Peugeot Bros (Синовете на Братята Пежо) е продължила своята дейност в производството на: инструменти, велосипеди и за малко мотоциклети и между 1905 и 1915 произвежда и миниванове под името Peugeot Lion (Пежо Лион).
През 1910 двете фирми се обединяват под името Société Anonyme des Automobiles et Cycles Peugeot (Анонимна корпорация на автомобили и велосипеди Пежо). Така семейство Пежо атакуват новия пазар за автомобили.
Аеродинамическия проект, символ на цялата епоха, влияе на автомобилните проекти до Втората световна война. В Пежо това приключва с пускането на пазара на Пежо 402 през 1935.
През 1960 политиката на компанията се променя от специалистическа към генералистическа: производство на класически седани и малки модели. През 1974 групата Пежо придобива контрол над Ситроен. Придобиването на марката е завършено през 1976 раждайки автомобилна група с две отделни производства.
Втората нефтена криза през 1978 причини криза и в автомобилната промишленост, след три десетилетия ръст. Пежо реши да приспособи себе си без задръжки към окръжаващата среда, която дълбоко се е изменила. Това осигурява дълъг живот на бизнеса и поддържане на неговата независимост. Вземането на европейските филиали на Крайслер и приключението с Талбот разколеба стабилността на компанията в началото на 80-те. Успеха на Пежо 205 и главното реструктуриране на организацията осигурява на Пежо път към успеха.
1997 започва с началото на главна индустриална реорганизация, с премането на платформена политика и поделяне на индустриалните инструменти в Пежо-Ситроен. Всяка марка съхрани своето название, индивидуалност и мрежата си за продажби. Това е началото на обширно подмладяване на диапазона, стартирайки с модела Пежо 206, следван от Пежо 607, Пежо 307 и накрая Пежо 407

## Номерация на моделите
Пежо номерират моделите си във формат x0y; x означава класа на автомобила, y означава поколението на автомобила. Така модела 406 е по-голям и по-нов от модела 305. Това правило има и изключения, например модела 309 е пуснат преди модела 306. Друго изключение са някои варианти, като 206 SW, който е комби вариант на Пежо 206.
Традицията започва през 1929 с пускането на модел 201, който е последван от 190. Всички номера от 101 до 909 са търговски марки. Поради това през 1963 Порше са принудени да сменят името на новото си купе 901 на 911. На някои модели на Ферари и Бристол е разрешено да използват техните пежо-изглеждащи номера на моделите.
Пежо планират в бъдеще да използват четирицифрени номера с двойна нула в средата за специфични модели като миниванове и СУВ. Новата номерация за пръв път е изпробвана с 4002 концептуален автомобил. Моделът 1007използва тази система при пускането си през 2005. Пежо също така анонсираха че след 9-о поколение, моделите ще започнат отново от 1 с представянето на новите 201, 301 и 401.

## Модели

### Номера
- 104, 106, 107
- 201, 202, 203, 204, 205, 206, 207, 208
- 301, 302, 304, 305, 306, 307, 308, 309
- 401, 402, 403, 404, 405, 406, 407, 408
- 504, 505
- 601, 604, 605, 607
- 806, 807
- 905, 907, 908
- 1007
- 3008
- 4002, 4007
- 5008 I, 5008 II

### Други
- Пежо D3A
- Пежо D4A
- Пежо J7
- Пежо J9 микробус
- Пежо J5
- Boxer
- Expert
- Partner
- Quark
- P4
- VLV
- Пежо Boxer микробус

## Peugeot On TV/Movies
Л-т Коломбо кара Пежо 403 в ТВ сериите Коломбо.
Във филма Ронин, Пежо 406 карано от Робърт Де Ниро се използва за финалната автомобилна гонка в Париж.
Във трилогията „Такси“ основно действащо лице е Пежо 406 такси, в което са вкарани уникални екстри.